# Catedral de la Inmaculada Concepción (Camden)
La Catedral de la Inmaculada Concepción  (en inglés: Cathedral of the Immaculate Conception) es una catedral católica situada en Camden, condado de Camden, New Jersey, Estados Unidos. Es la sede de la diócesis de Camden, y fue inscrita en el Registro Nacional de Lugares Históricos en 2003 como la Iglesia de la Inmaculada Concepción. Construida en 1864, fue designada oficialmente como catedral en 1937.
El primer sacerdote residente asignado a Camden fue el Rev. James Moran que estableció la Iglesia de la Inmaculada Concepción en 1855, pero una propiedad fue comprada en 1857 en la calle Fifth y la avenida Taylor para una nueva iglesia. El primer movimiento de tierra para la nueva estructura se realizó el 9 de junio de 1859. La primera misa se celebró el 9 de octubre y se dedicó el 5 de noviembre del mismo año. Se agregó una rectoría en 1861.
Una escuela privada católica fue iniciada por Sarah Fields en su casa en 1859. Se trasladó al nuevo edificio de la iglesia después de que se completó y se convirtió en una escuela parroquial. Inicialmente los estudiantes fueron enseñados por maestros laicos. Un nuevo edificio de la escuela fue comenzado en 1871, pero la construcción fue parada durante el pánico financiero de 1872-1873. La construcción se reanudó y el edificio de la escuela y el convento se completaron en 1874.

## Véase también

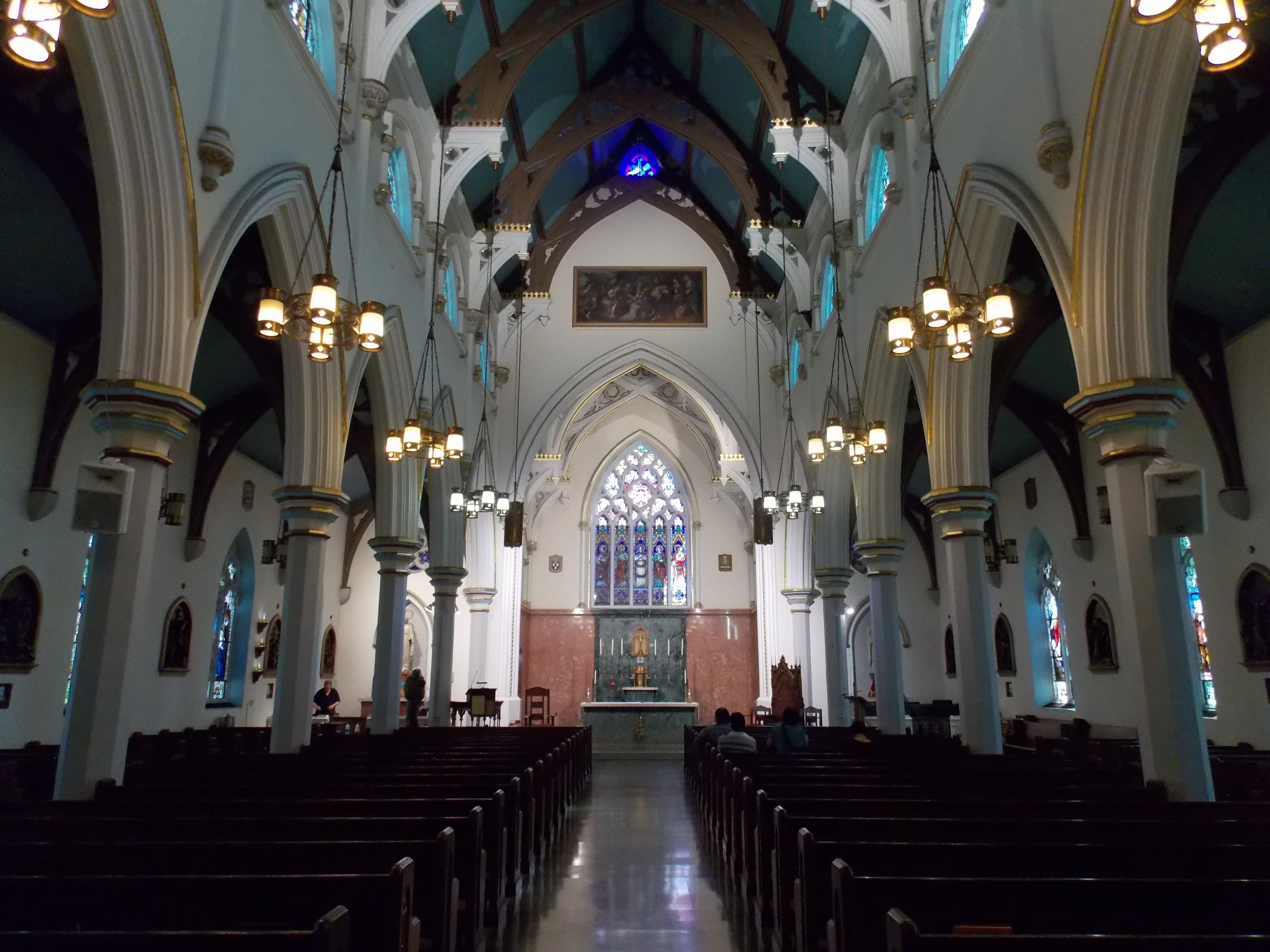
Vista interna